# Euceroplatus officiosus
Euceroplatus officiosus är en tvåvingeart som beskrevs av Loïc Matile 1990. Euceroplatus officiosus ingår i släktet Euceroplatus och familjen platthornsmyggor. Inga underarter finns listade i Catalogue of Life.